# Nice Volley-Ball 2021-2022
Questa voce raccoglie le informazioni riguardanti il Nice Volley-Ball nelle competizioni ufficiali della stagione 2021-2022.

## Organigramma societario
Area direttiva
- Presidente: Alain Griguer

Area tecnica
- Allenatore: Rafael Redwitz
- Allenatore in seconda: Fabrice Chalendar

Area comunicazione
- Addetto stampa: Maelys Rouviere

Area sanitaria
- Preparatore atletico: Rudy Bourguignon

## Rosa
| N° | Nome                | Ruolo | Data di nascita   | Nazionalità sportiva |
| -- | ------------------- | ----- | ----------------- | -------------------- |
| 1  | Bruno Lima          | O     | 4 febbraio 1996   | Argentina            |
| 2  | Loïc Zanus-Fortes   | C     | 18 gennaio 2001   | Francia              |
| 3  | Steven Marshall     | S     | 23 novembre 1989  | Canada               |
| 4  | Gojko Ćuk           | C     | 10 ottobre 1988   | Montenegro           |
| 5  | Héctor Salerno      | S     | 18 giugno 1991    | Venezuela            |
| 6  | Lilian Le Meur      | L     | 23 novembre 2002  | Francia              |
| 7  | Matías Giraudo      | P     | 13 marzo 1998     | Argentina            |
| 8  | Jelle Ribbens       | L     | 17 marzo 1992     | Belgio               |
| 9  | Marin Đukić         | S     | 7 giugno 2000     | Belgio               |
| 10 | Paolo Zonca         | S     | 13 maggio 1997    | Italia               |
| 11 | Hugo Mora           | P     | 7 dicembre 2001   | Francia              |
| 12 | Rodney Ken-Ah-Kong  | C     | 10 luglio 1987    | Seychelles           |
| 14 | Franco Medina       | C     | 30 marzo 1999     | Argentina            |
| 16 | Luis Paolinetti     | O     | 21 ottobre 2000   | Brasile              |
| 17 | William Nack-Minyem | C     | 27 aprile 2001    | Francia              |
| 18 | Matthieu Mouezy     | P     | 8 febbraio 2000   | Francia              |
| -  | Marin Bigler        | S     | 23 gennaio 1999   | Francia              |
| -  | Thomas Linhares     | S     | 17 aprile 1998    | Francia              |
| -  | Vincent Maléjac     | S     | 16 agosto 1997    | Francia              |
| -  | William Le Thuc     | L     | 10 settembre 1995 | Francia              |